# Свердловский сельсовет (Алтайский край)
Свердловский сельсовет — муниципальное образование со статусом сельского поселения и административно-территориальное образование в Хабарском районе Алтайского края России. Административный центр — село Свердловское.

## Население
| 1997  | 1998  | 1999  | 2000  | 2001  | 2002  |
| ----- | ----- | ----- | ----- | ----- | ----- |
| 1675  | ↘1646 | ↗1669 | ↗1680 | ↗1706 | ↘1609 |
| 2003  | 2004  | 2005  | 2006  | 2007  | 2008  |
| ↘1559 | ↘1503 | ↘1460 | ↘1361 | ↘1312 | ↘1295 |
| 2009  | 2010  | 2011  | 2012  | 2013  | 2014  |
| ↘1256 | ↘1092 | ↘1088 | ↘1040 | ↘981  | ↘970  |
| 2015  | 2016  | 2017  | 2018  | 2019  | 2020  |
| ↘951  | ↘940  | ↘922  | ↘894  | ↘867  | ↘844  |
| 2021  |       |       |       |       |       |
| ↘815  |       |       |       |       |       |

По результатам Всероссийской переписи населения 2010 года, численность населения муниципального образования составила 1092 человека, в том числе 522 мужчины и 570 женщин.

## Населённые пункты
В состав сельского поселения входит 5 населённых пунктов:
- Добровольщина (посёлок) — 46[12]
- Малопавловка (посёлок) — 165[12]
- Нечаевка (посёлок) — 6[12]
- Нововасильевка (посёлок) — 51[12]
- Свердловское (село, административный центр) — 713[12]

На территории современного Свердловского сельсовета находились упразднённые селения Горбуниха, Грушевка, Новопокровка, Орловка, Рясное.